# Pride de Hofstra
La Pride de Hofstra (anciennement les Flying Dutchmen de Hofstra) est composée de 17 équipes représentant l'université Hofstra en sport intercollégial, comprenant du basket-ball masculin et féminin, du cross-country, du golf, de la crosse, du football et du tennis. Les sports masculins incluent le baseball et la lutte. Les sports féminins incluent le volley-ball, le hockey sur gazon et le softball. La Pride participe à la division I de la National Collegiate Athletic Association (NCAA) et est membre de la Colonial Athletic Association dans la plupart des sports depuis 2001. Ils étaient auparavant membres de l’America East Conference.

## Les équipes
17 équipes représentent l'université Hofstra :
| Équipes masculines | Équipes féminines |
| ------------------ | ----------------- |
| Baseball           | Basket-ball       |
| Basket-ball        | Cross-country     |
| Cross-country      | Hockey sur gazon  |
| Golf               | Golf              |
| Crosse             | Crosse            |
| Football           | Football          |
| Tennis             | Softball          |
| Lutte (EIWA (en))  | Tennis            |
|                    | Volley-ball       |

### Basketball
L’ équipe masculine de basketball a connu sa période la plus fructueuse en 2000 et 2001, remportant deux titres consécutifs au Tournoi de basketball masculin America East et faisant ses premières apparitions dans le championnat de division I depuis les années 1970.

## Sports abandonnés

### Football américain
L'école a formé une équipe de football de 1937 à 2009, année où le sport est annulé en raison des coûts et de la baisse de la fréquentation. L’équipe a été membre associé de l’Atlantic 10 Conference de 2001 à 2009. Les fonds précédemment utilisés pour le programme de football ont servi à la création de la faculté de médecine et à l'amélioration de divers programmes, y compris les sciences exactes et l'ingénierie.

## Conférences
- Metropolitan New York Conference (en) (1942-1943).
- East Coast Conference (en) (1965-1994) (certains sports étaient indépendants)
- North Atlantic Conference / America East Conference (1994-2001)
- Colonial Athletic Association (2001 – présent) (le football a concouru dans l' A-10 jusqu'en 2006)